# Picardisch estuarium

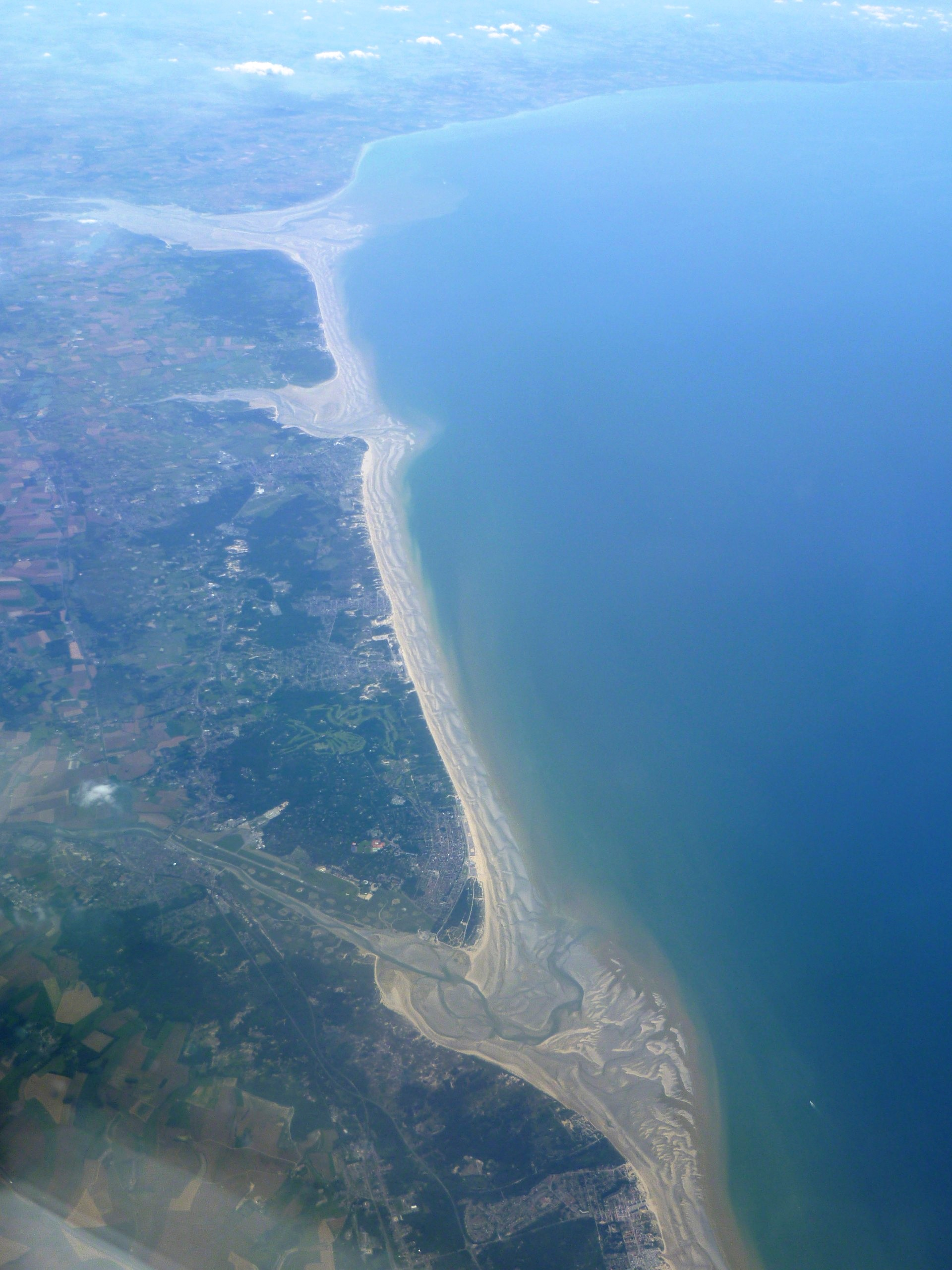
De drie grote Picardische estuaria

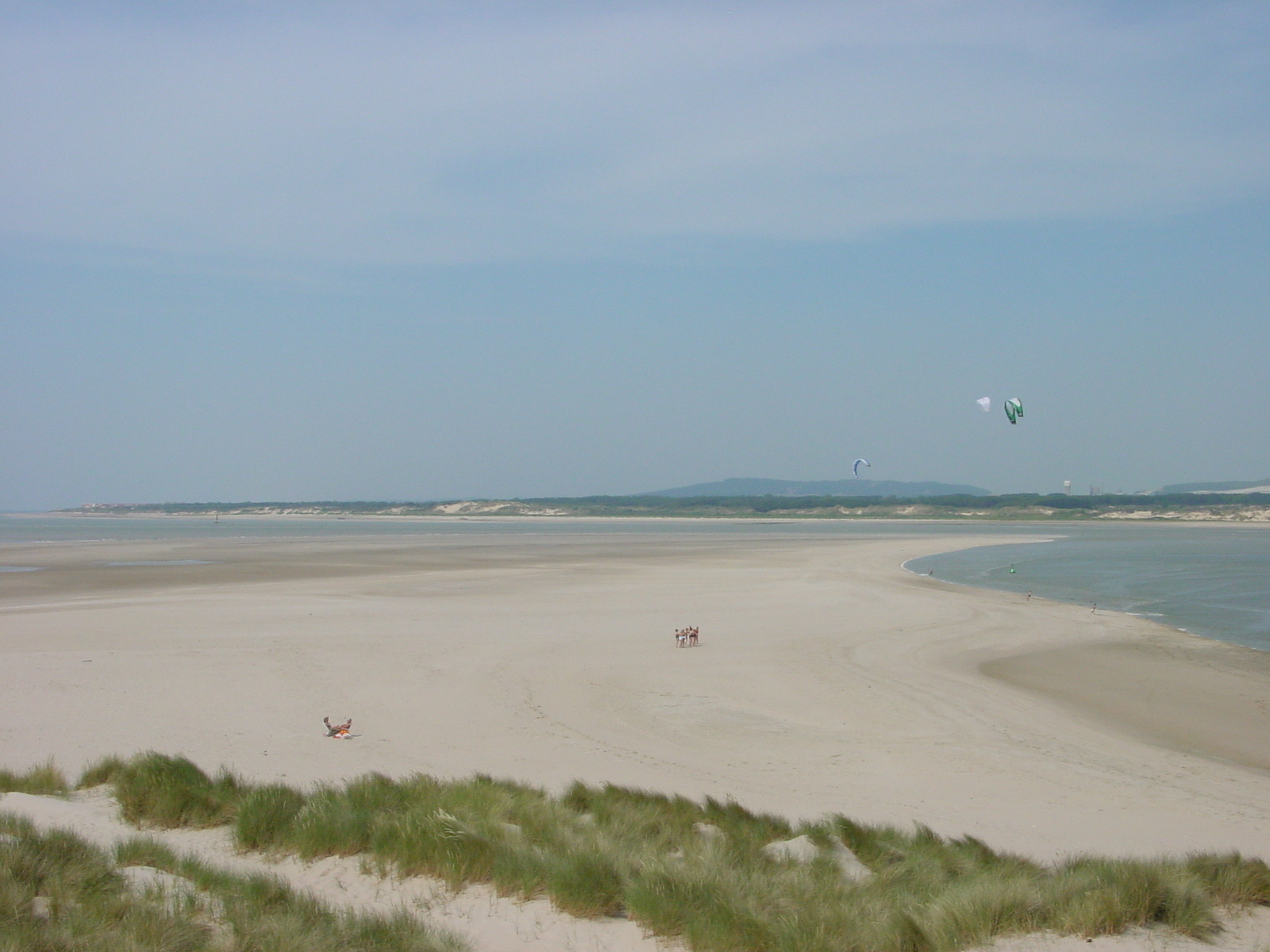
Poulier van het estuarium van de Canche

Onder een Picardisch estuarium verstaat men een estuarium zoals dat voorkomt aan de Opaalkust tussen de Somme en Cap Gris-Nez.
Deze estuaria hebben hun typische kenmerken gekregen door de ligging van de kust (noord-zuid) ten opzichte van de heersende windrichting, door de loop van de riviertjes (oost-west) loodrecht op de kust, de getijden, en de wisselwerking tussen de kuststroming (fleuve marin côtier) welke van de monding van de Seine langs de kust noordwaarts stroomt en het water van de riviertjes opneemt.
Door de invloed van de mens zijn alle estuaria weliswaar sterk gewijzigd, maar veel van hun unieke kenmerken bleven bewaard. Een belangrijk kenmerk is de sedimentatie van de zuidelijke oever van de monding, waardoor een noordwaarts gerichte smalle zandige strook (poulier) aanwezig is. Aan de noordzijde daarentegen vindt erosie plaats. Daar waar de stroom van het riviertje de kuststroom ontmoet vindt men sedimentatie van zwaardere zanddeeltjes. Ook wad ontstaat hier.
In de estuaria wordt veel biomassa geproduceerd, maar zeewieren komen, vanwege de zandige bodem, minder voor. Wel vindt men er veel tweekleppigen.
De belangrijkste estuaria zijn die van de Somme (Baai van de Somme), de Authie (Baai van de Authie) en de Canche (Nationaal natuurreservaat Baai van de Canche). Daarnaast zijn er kleinere riviertjes als de Liane en de Wimereux. De meeste liggen in het regionaal natuurpark Parc naturel marin estuaires picards et de la mer d'Opale, en/of in het Parc naturel régional Baie de Somme Picardie Maritime.